# مارک فردریک
مارک فردریک (انگلیسی: Mike Friedrich؛ زادهٔ ۲۷ مارس ۱۹۴۹) یک نویسنده و ناشر اهل ایالات متحده آمریکا است.
وی بیشتر به خاطر همکاری‌هایش با مارول کامیکس و دی‌سی کامیکس به خصوص کار بر روی لیگ عدالت آمریکا و مرد آهنی شناخته می‌شود.